# Seznam vlád Protektorátu Čechy a Morava
Tento článek zobrazuje chronologický přehled předsedů vlády a vlád na území Protektorátu Čechy a Morava (1939–1945).

## Seznam vlád
- Předseda vlády Rudolf Beran
  - Druhá vláda Rudolfa Berana (16.3.1939 – 27.4.1939)
jmenování vlády 16. března 1939

- Předseda vlády Alois Eliáš
  - Vláda Aloise Eliáše (27.4.1939 – 19.1.1942)
jmenování vlády 24. dubna 1939

- Předseda vlády Jaroslav Krejčí
  - Vláda Jaroslava Krejčího (19.1.1942 – 19.1.1945)
jmenování vlády 19. ledna 1942

- Předseda vlády Richard Bienert
  - Vláda Richarda Bienerta (19.1.1945 – 5.5.1945)
jmenování vlády 19. ledna 1945

pokračování v Československu: Seznam vlád Československa